# 喜界町
喜界町（日语：／ Kikai chō */?，琉球語：／ ）是鹿兒島縣大島郡的町，位於距鹿兒島市380公里、奄美市名瀨69公里的喜界島上。 喜界町也是日本最美麗的村莊聯盟成員之一，境內35.5%土地為耕地，19.1%是林地，聚落多數位於島上的沿岸地區。

## 人口
| 喜界町人口分布圖 |                                               |  |
| 喜界町與日本全國年齡別人口分布比較圖 （2005年資料） | 喜界町的年齡、男女別人口分布圖 （2005年資料） |  |
| ■紫色是喜界町 ■綠色是全国 | ■藍色是男性 ■紅色是女性                       |  |
| 喜界町人口變化 \| 1970年 \| 12,725人 \| \| \| 1975年 \| 11,464人 \| \| \| 1980年 \| 11,169人 \| \| \| 1985年 \| 10,591人 \| \| \| 1990年 \| 9,641人 \| \| \| 1995年 \| 9,268人 \| \| \| 2000年 \| 9,041人 \| \| \| 2005年 \| 8,572人 \| \| \| 2010年 \| 8,169人 \| \| \| 2015年 \| 7,212人 \| \| \| 2020年 \| 6,629人 \| \| |                                               |  |
| 資料來源：日本總務省統計中心提供之人口普查數據 |                                               |  |
| 1970年 | 12,725人                                      |  |
| 1975年 | 11,464人                                      |  |
| 1980年 | 11,169人                                      |  |
| 1985年 | 10,591人                                      |  |
| 1990年 | 9,641人                                       |  |
| 1995年 | 9,268人                                       |  |
| 2000年 | 9,041人                                       |  |
| 2005年 | 8,572人                                       |  |
| 2010年 | 8,169人                                       |  |
| 2015年 | 7,212人                                       |  |
| 2020年 | 6,629人                                       |  |

## 历史
喜界島從1466年開始屬於琉球王國的統治區域；1609年島津藩侵入琉球，取得奄美群島的主權，開始設置「代官所」進行管理，並在島上設置間切，直到1986年改設置村。
- 1886年：設置灣村、早町村。
- 1908年4月1日：奄美群島實施島嶼町村制，灣村和早町村合併為喜界村。
- 1919年4月：早町村從喜界村分村。
- 1941年10月1日：改制為喜界町。
- 1956年9月10日：喜界町和早町村再度合併為喜界町。

| 1908年以前  | 1908年4月1日 | 1908年-1926年    | 1926年-1945年              | 1946年-1954年              | 1955年-1964年        | 1965年-1988年        | 1989年-現在          | 現在                 |
| ----------- | ------------ | ---------------- | -------------------------- | -------------------------- | -------------------- | -------------------- | -------------------- | -------------------- |
| 灣村 早町村 | 喜界村       | 1919年4月 喜界村 | 1941年10月1日 改制為喜界町 | 1941年10月1日 改制為喜界町 | 1956年9月10日 喜界町 | 1956年9月10日 喜界町 | 1956年9月10日 喜界町 | 1956年9月10日 喜界町 |
| 灣村 早町村 | 喜界村       | 1919年4月 早町村 |                            |                            | 1956年9月10日 喜界町 | 1956年9月10日 喜界町 | 1956年9月10日 喜界町 | 1956年9月10日 喜界町 |

## 交通

### 機場
- 喜界機場

## 教育

### 高等學校
- 鹿兒島縣立喜界高等學校

### 中等學校
- 喜界町立早町中學校
- 喜界町立第一中學校
- 喜界町立第二中學校

### 小學校
- 喜界町立阿傳小學校
- 喜界町立荒木小學校
- 喜界町立坂嶺小學校
- 喜界町立志戶桶小學校
- 喜界町立小野津小學校
- 喜界町立上嘉鐵小學校
- 喜界町立早町小學校
- 喜界町立瀧川小學校
- 喜界町立灣小學校

## 本地出身之名人
- 高橋英樹：前職業棒球選手
- 久保樹乃：職業高爾夫選手
- 田島鍋：在世最年長超級人瑞

## 外部連結
- （日語） 喜界町商工會 （页面存档备份，存于）
- （日語） 喜界島 （页面存档备份，存于）
- （日語） 喜界島.com
- OpenStreetMap上有關喜界町的地理